# Ossiach
Ossiach (fino al 1895 Glandorf) è un comune austriaco di 821 abitanti nel distretto di Feldkirchen, in Carinzia. È stato istituito nel 1894 per scorporo dal comune di Steindorf.
Giace sulla riva meridionale del lago a cui dà il nome (Ossiacher See); vi si trovava un'abbazia benedettina, dell'anno 1000 circa, ora trasformata in albergo.